# Pietro Paolo Bonzi

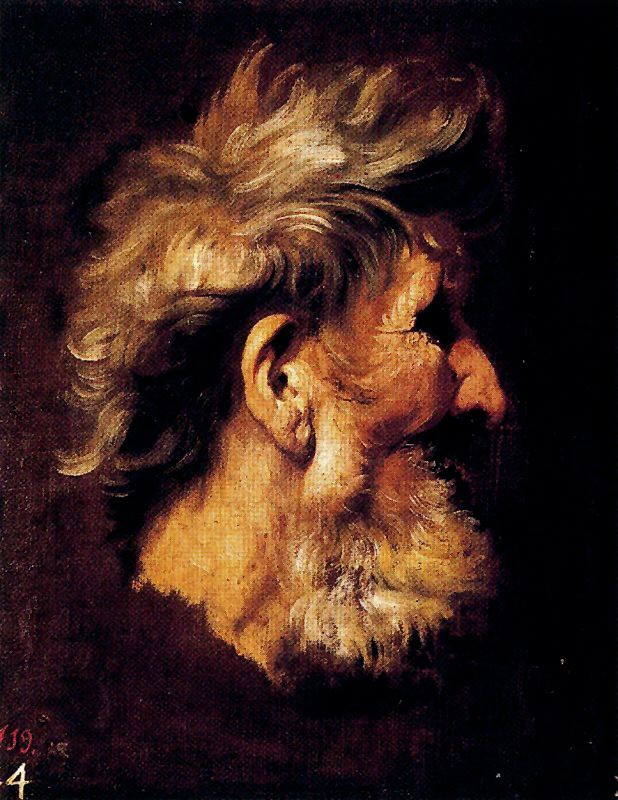
Cabeza de Viejo, Museo del Prado.

Pietro Paolo Bonzi, también conocido como Gobbo dei Carracci (El Jorobado de los Carracci) o Gobbo dei fruti (Cortona, 1576 - Roma, 17 de marzo de 1636) fue un pintor y grabador italiano, activo durante el Barroco. Su especialidad fue la pintura de paisajes y naturalezas muertas.

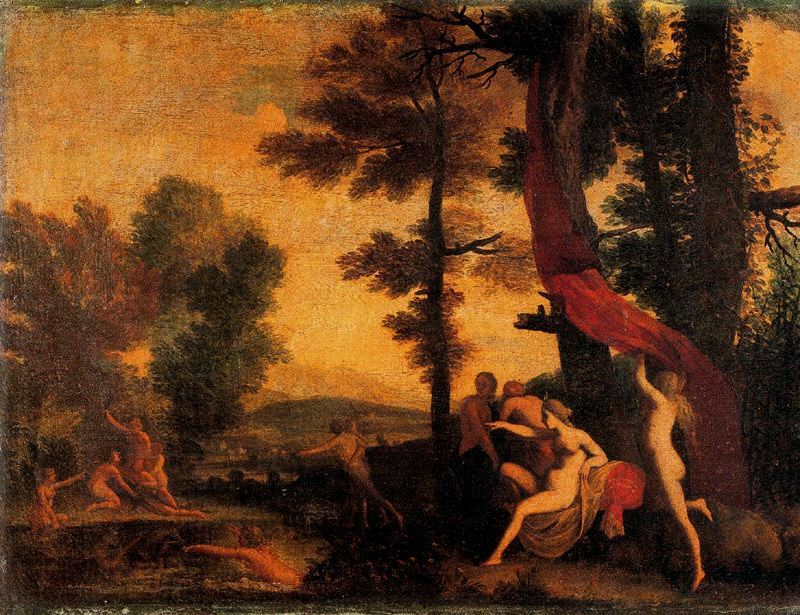
Diana y la ninfa Calisto, Palazzo Pitti.

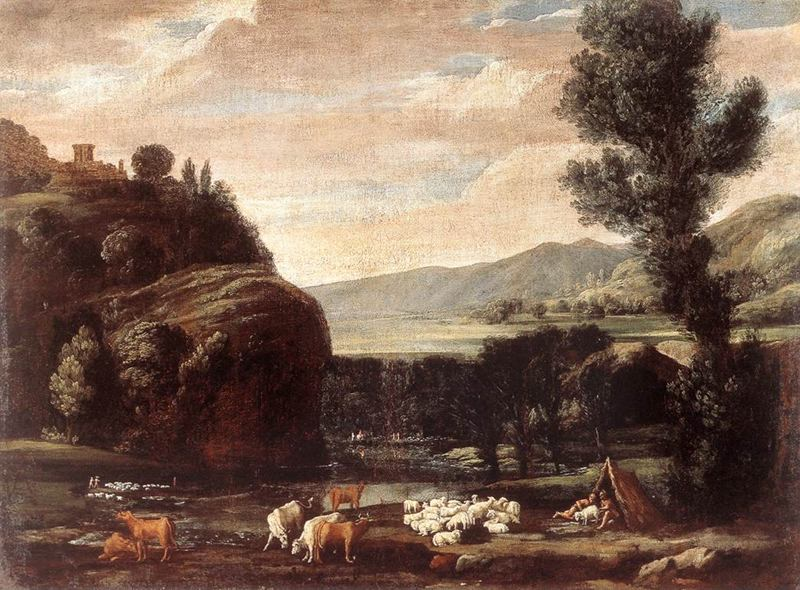
Paisaje con pastor y rebaño, Museo Capitolino.

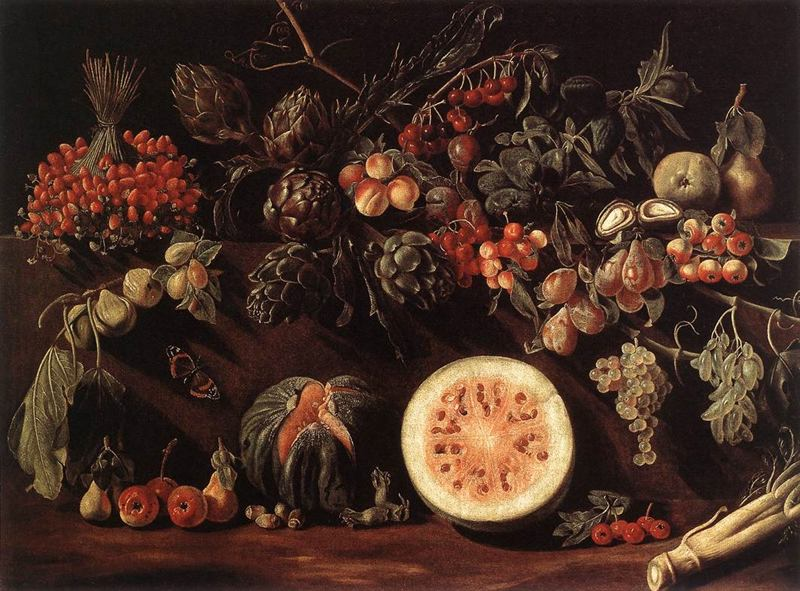
Frutos, vegetales y mariposa

## Biografía
A causa de su deformidad física, que le limitaba físicamente para ciertos trabajos, su padre, carpintero, lo introdujo en el taller de un pintor local. Hacia mediados de la década de 1590, Bonzi dejó su patria de Cortona para marchar a Roma, donde estudió con Giovanni Battista Viola, un miembro del círculo de los Carracci especializado en la pintura de paisajes.
Como artista, Bonzi gozó en Roma de la protección del cardenal Pier Paolo Crescenzi, para el cual realizó diversos encargos. En el inventario del príncipe Colonna (1670) se documentan diversas obras de su mano, aunque en la actualidad solo se conservan dos bodegones con su firma.
Bonzi fue miembro de la Accademia di San Luca (está documentada su presencia entre 1621 y 1634), de la que fue tesorero. Hacia 1620-24 realizó su mayor encargo como decorador al fresco, el techo de una galería del Palazzo Mattei di Giove, acompañado por su joven colega y compatriota Pietro da Cortona. Bonzi se encargó de las quadrature de grisalla y las guirnaldas decorativas en las escenas de la Vida de Salomón y otras.
Giovanni Baglione menciona en su obra las limitaciones de Bonzi como pintor de figuras. También cita su trabajo como decorador en el Palazzo Pallavicini-Rospigliosi.